# Колорадо-Сіті (Техас)
Колорадо-Сіті (англ. Colorado City) — місто (англ. city) в США, в окрузі Мітчелл штату Техас. Населення — 3991 особа (2020).

## Географія
Колорадо-Сіті розташоване за координатами 32°23′58″ пн. ш. 100°51′30″ зх. д. / 32.39944° пн. ш. 100.85833° зх. д. (32.399486, -100.858304).  За даними Бюро перепису населення США в 2010 році місто мало площу 13,81 км², уся площа — суходіл.

### Клімат
| Клімат : Колорадо-Сіті                                                            | Клімат : Колорадо-Сіті | Клімат : Колорадо-Сіті | Клімат : Колорадо-Сіті | Клімат : Колорадо-Сіті | Клімат : Колорадо-Сіті | Клімат : Колорадо-Сіті | Клімат : Колорадо-Сіті | Клімат : Колорадо-Сіті | Клімат : Колорадо-Сіті | Клімат : Колорадо-Сіті | Клімат : Колорадо-Сіті | Клімат : Колорадо-Сіті | Клімат : Колорадо-Сіті |
| Показник                                                                          | Січ.                   | Лют.                   | Бер.                   | Квіт.                  | Трав.                  | Черв.                  | Лип.                   | Серп.                  | Вер.                   | Жовт.                  | Лист.                  | Груд.                  | Рік                    |
| Абсолютний максимум, °C                                                           | 32,8                   | 37,2                   | 36,7                   | 38,3                   | 43,3                   | 46,1                   | 44,4                   | 43,3                   | 41,7                   | 39,4                   | 32,8                   | 31,7                   | 46,1                   |
| Середній максимум, °C                                                             | 13,9                   | 16,4                   | 21,0                   | 26,5                   | 30,3                   | 33,3                   | 35,0                   | 34,8                   | 30,7                   | 25,8                   | 20,1                   | 14,2                   | 25,2                   |
| Середній мінімум, °C                                                              | −2,1                   | −0,3                   | 4,5                    | 8,7                    | 14,8                   | 18,7                   | 20,8                   | 20,1                   | 15,9                   | 10,1                   | 2,8                    | −2,1                   | 9,4                    |
| Абсолютний мінімум, °C                                                            | −21,7                  | −18,3                  | −13,3                  | −5                     | −2,8                   | 5,6                    | 10,6                   | 10,6                   | 0,6                    | −5,6                   | −16,1                  | −16,7                  | −21,7                  |
| Норма опадів, мм                                                                  | 23                     | 39                     | 37                     | 33                     | 29                     | 89                     | 35                     | 54                     | 59                     | 65                     | 26                     | 28                     | 517                    |
| Днів з опадами                                                                    | 3                      | 4                      | 4                      | 4                      | 6                      | 5                      | 4                      | 5                      | 5                      | 5                      | 3                      | 3                      | 51,0                   |
| --------------------------------------------------------------------------------- | ---------------------- | ---------------------- | ---------------------- | ---------------------- | ---------------------- | ---------------------- | ---------------------- | ---------------------- | ---------------------- | ---------------------- | ---------------------- | ---------------------- | ---------------------- |
| Джерело: WRCC for Colorado City http://www.wrcc.dri.edu/cgi-bin/cliMAIN.pl?tx1903 |                        |                        |                        |                        |                        |                        |                        |                        |                        |                        |                        |                        |                        |

## Демографія
Згідно з переписом 2010 року, у місті мешкало 4146 осіб у 1584 домогосподарствах у складі 1041 родини. Густота населення становила 300 осіб/км².  Було 1997 помешкань (145/км²).
Расовий склад населення:
| - 79,2 % — білих - 5,1 % — чорних або афроамериканців - 1,1 % — корінних американців - 0,2 % — азіатів - 11,9 % — осіб інших рас |

До двох чи більше рас належало 2,5 %. Частка іспаномовних становила 43,2 % від усіх жителів.
За віковим діапазоном населення розподілялося таким чином: 27,4 % — особи молодші 18 років, 56,3 % — особи у віці 18—64 років, 16,3 % — особи у віці 65 років та старші. Медіана віку мешканця становила 36,9 року. На 100 осіб жіночої статі у місті припадало 94,6 чоловіків;  на 100 жінок у віці від 18 років та старших — 91,8 чоловіків також старших 18 років.
Середній дохід на одне домашнє господарство  становив 52 043 долари США (медіана — 48 205), а середній дохід на одну сім'ю — 59 930 доларів (медіана — 51 895). Медіана доходів становила 40 435 доларів для чоловіків та 31 611 долар для жінок. За межею бідності перебувало 12,9 % осіб, у тому числі 7,3 % дітей у віці до 18 років та 26,8 % осіб у віці 65 років та старших.
Цивільне працевлаштоване населення становило 1671 особа. Основні галузі зайнятості: освіта, охорона здоров'я та соціальна допомога — 27,6 %, публічна адміністрація — 13,0 %, будівництво — 11,5 %.